# Zuid-Transsylvanië
Zuid-Transsylvanië was een regio binnen het Koninkrijk Roemenië tussen 1940 en 1944 tijdens de Tweede Wereldoorlog. De regio Transsylvanië, die vanaf 1920 behoorde tot Roemenië, werd tijdens de Tweede Uitspraak van Wenen verdeeld in een noordelijk deel Noord-Transsylvanië, dat door de asmogendheden aan het Koninkrijk Hongarije werd toegekend, en een zuidelijk deel dat bij Roemenië bleef.

## Overzicht
Timișoara was de grootste stad in Zuid-Transsylvanië met een bevolking van 116.878 inwoners (april 1941). Deze stad lag echter in de subregio Banaat. De grootste stad in het eigenlijke Transsylvanië was Brașov, met een bevolking van 84.557 in april 1941.
Zuid-Transsylvanië (inclusief de regio's in het westen) had een totale oppervlakte van 59.000 vierkante kilometer.

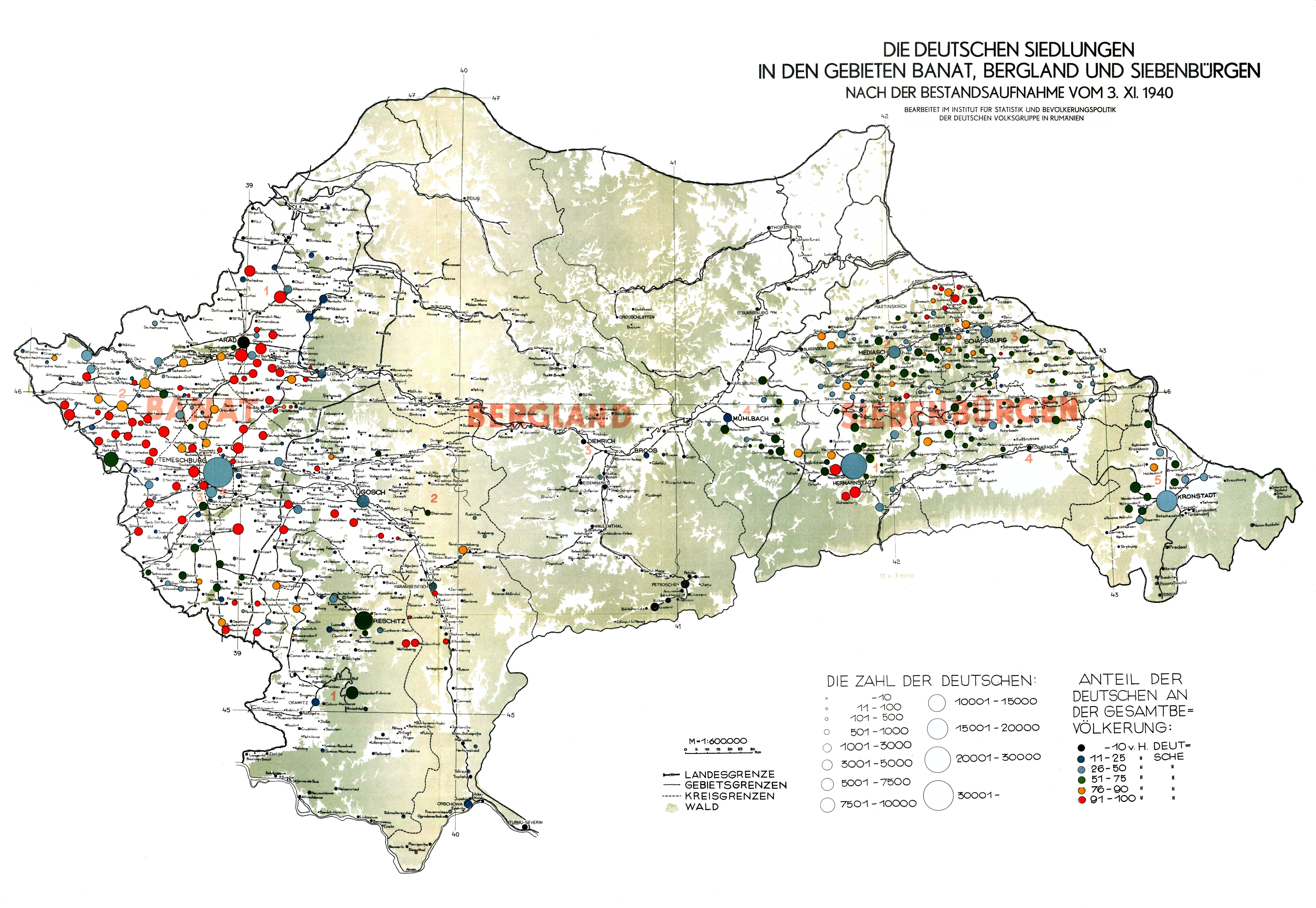
Duitse kaart van Zuid-Transsylvanië, met de etnisch Duitse minderheden
Roemeense districten in 1942: Zuid-Transsylvanië had in totaal 13 districten, 8 behorend tot het historische Transsylvanië
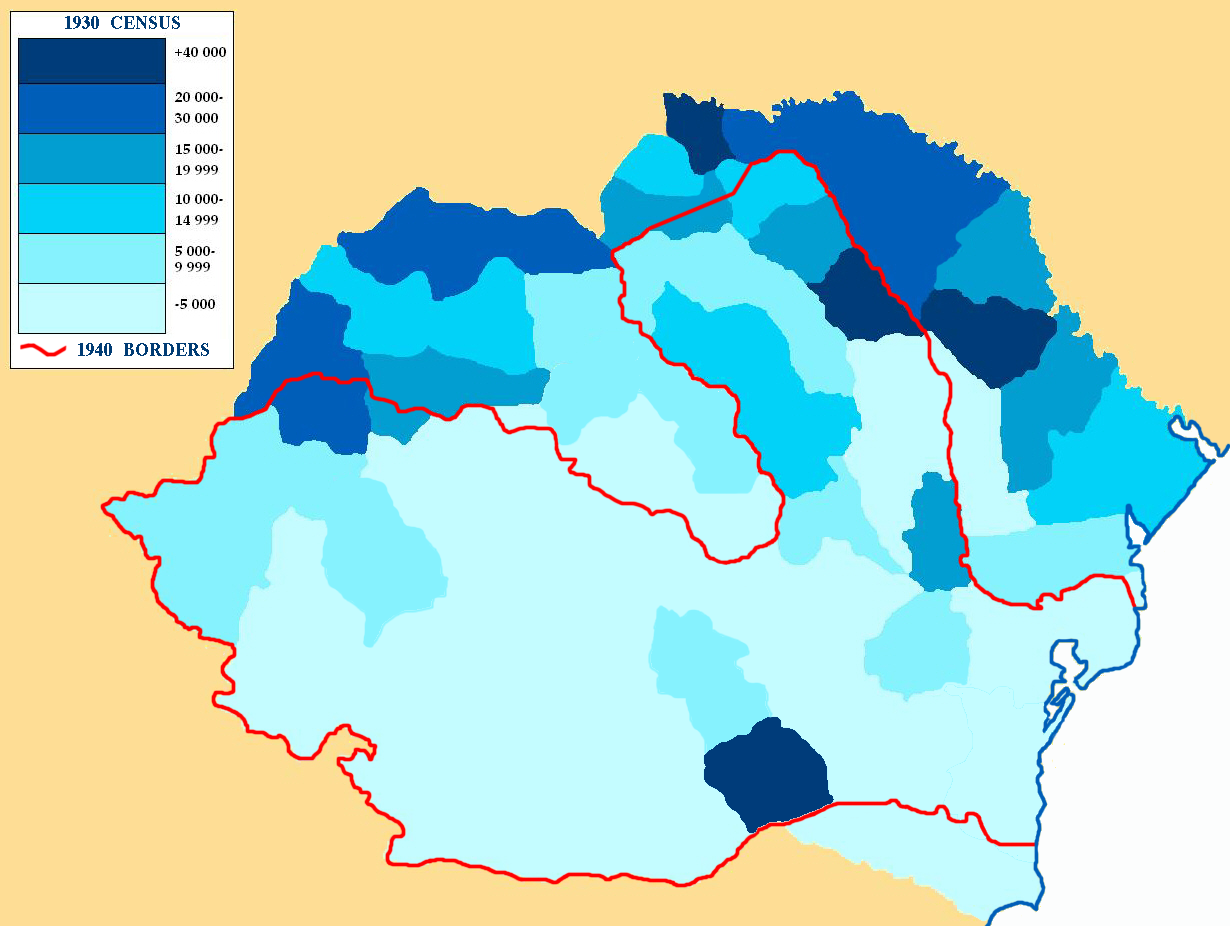
Deze kaart laat de Joodse bevolking in Roemenië zien, maar ook de verdeling van het district Bihor (donkerblauw in het westen)

## Demografie

Bevolkingssamenstelling in 1941

De totale bevolking van de districten die Zuid-Transsylvanië behelst was tijdens de volkstelling in Roemenië van april 1941: 3.259.251 personen. 
Hiervan waren er:
- 2.263.278 Roemeen (69,4%)
- 462.261 Duitser (14,2%)
- 335.730 Hongaar (10,3%)

In geheel Roemenië waren in 1941 in totaal 407.188 Hongaren als inwoner geregistreerd, wat betekende dat ze nog steeds 3% van de totale bevolking uitmaakten ondanks de onvrijwillige teruggave van de gebieden in het noorden van Transsylvanië waar de meeste etnische Hongaren woonden. In het vergrote Hongarije kwamen 1.051.026 Roemenen terecht, die daar in 1941 7,2% van de bevolking vormden.
De Duitse bevolking was nog groter: ze vormde 4% van de bevolking en bestond uit 542.325 personen (Donauschwaben en Zevenburger Saksen). Ook het aandeel Joden was groot.

### Bevolking per district in 1941
- Bihor (zuid): 217.891 inwoners, 196.054  Roemenen en 17.888 Hongaren
- Arad: 422.856 inwoners, 267.411 Roemenen, 71.888 Hongaren en 53.695 Duitsers
- Timiș: 514.946 inwoners, 210.539 Roemenen, 70.297 Hongaren en 171.154 Duitsers
- Caraș; 197.933 inwoners, 140.327 Roemenen, 4.282 Hongaren en 26.261 Duitsers
- Severin: 243.371 inwoners, 190.443 Roemenen, 13.901 Hongaren en 22.437 Duitsers
- Cluj-Turda: 324.159 inwoners, 263.700 Roemenen en 49.262 Hongaren
- Brasov: 300.369 inwoners, 188.568 Roemenen, 44.613 Hongaren en 53.845 Duitsers
- Sibiu: 337.216 inwoners, 203.054 Roemenen, 14.059 Hongaren en 107.834 Duitsers
- Hunedoara: 323.197 inwoners, 282.565 Roemenen, 21.306 Hongaren en 9.149 Duitsers
- Alba: 377.313 inwoners,320.617 Roemenen, 28.234 Hongaren en 17.886 Duitsers